# Diglossosternoides curiosus
Diglossosternoides curiosus är en mångfotingart som beskrevs av Sergei I. Golovatch och Zoltán Korsós 1992. Diglossosternoides curiosus ingår i släktet Diglossosternoides och familjen orangeridubbelfotingar. Inga underarter finns listade i Catalogue of Life.